# Allium euboicum
Allium euboicum är en amaryllisväxtart som beskrevs av Karl Heinz Rechinger. Allium euboicum ingår i släktet lökar, och familjen amaryllisväxter. Inga underarter finns listade i Catalogue of Life.